# Užice
Užice (Servisch: Ужице) is een stad gelegen in het district Zlatibor in Centraal-Servië. In 2002 telde de stad 63.577 inwoners.
Tijdens het communistisch bewind van 1946 tot 1992 had de stad de naam van Tito: Titovo Užice.

## Plaatsen in de gemeente
| - Bioska - Bjelotići - Buar - Vitasi - Volujac - Vrutci - Gorjani - Gostinica - Gubin Do - Dobrodo - Drežnik - Drijetanj - Duboko - Zbojštica | - Zlakusa - Kamenica - Karan - Kačer - Keserovina - Kotroman - Krvavci - Kremna - Kršanje - Lelići - Ljubanje - Mokra Gora - Nikojevići - Panjak | - Pear - Ponikovica - Potočanje - Potpeće - Ravni - Raduša - Ribaševina - Sevojno - Skržuti - Stapari - Strmac - Trnava - Užice |

## Geboren
- Boško Jovanetić (1973), voetbalscheidsrechter
- Milovan Vesnić (1976), autocoureur
- Olivera Jevtić (1977), atlete
- Ivica Jaraković (1978), voetballer
- Nemanja Vidić (1981), voetballer
- Marija Trmčić (1986), alpineskiester
- Filip Kasalica (1988), Montenegrijns voetballer
- Filip Stevanović (2002), voetballer